# Cleptocrazia
Cleptocrazia (dal greco: κλέπτω "kleptō" (rubare) e κράτος "kratos" (potere), ovvero governo del furto), è una modalità di governo deviata che rappresenta il culmine della corruzione politica e una forma estrema dell'uso del governo per la ricerca del profitto personale di chi occupa posizioni di potere.
Oltre che al singolo governante può riferirsi ad ambiti più ampi come nel caso di élite o lobby che si appropriano di una parte cospicua della ricchezza di un Paese adducendo giustificazioni di vario tipo, ideologico o religioso ad esempio. Si tratta di società fortemente gerarchizzate, in cui esiste una casta che detiene saldamente il potere e abitualmente pratica l'endogamia.

## Storia
Il termine, che sembra essere apparso per la prima volta intorno al 1819 in riferimento alla situazione politica spagnola, tornò in uso alla fine degli anni 1960 nelle critiche mosse al regime zairese di Mobutu Sese Seko, considerato un caso classico di cleptocrazia, e più recentemente nelle opere del saggista statunitense Jared Diamond e di altri autori.
Il termine quindi fu coniato per gli studi sullo sfruttamento delle risorse coloniali (da parte delle potenze occidentali prima, dei vari despoti locali poi), ma successivamente «è avvenuto una sorta di rovesciamento dello specchio. Le vicende delle cleptocrazie extra-occidentali, cioè, hanno costretto gli studiosi a ricordare che anche lo Stato moderno occidentale origina da una sorta di processo di selezione fra cleptocrati, per usare questa categoria. Gli Stati moderni, in altri termini, sono pur sempre gli eredi di signori feudali funzionanti come agenzie di protezione dei propri sudditi, e sono stati selezionati da secoli di conflitti che avevano per posta l’appropriazione del territorio: senza che sia possibile distinguere, originariamente, fra potere politico e sfruttamento economico».

## Caratteristiche
Generalmente in una cleptocrazia i governanti e i loro sodali usano meccanismi di governo volti alla spoliazione sistematica di risorse del Paese amministrato: impongono quindi pesanti regimi di tassazione allo scopo di ammassare ingenti fortune personali o impiegano strumenti quali per esempio il riciclaggio di denaro, conti bancari anonimi, falso in bilancio e altri sistemi simili allo scopo di proteggere e nascondere i guadagni illeciti derivanti dalle attività di governo.
Le cleptocrazie tendono a essere "stabilmente instabili" mediante un sistema costituito sulla successione di "ladri" che si alternano scalzando i predecessori senza però adoperarsi per risolvere i bisogni della popolazione. Inoltre, poiché ogni sistema costruito sulla corruzione sistematica impone una tassazione sulle imprese e persone che non viene restituita sotto forma di servizi per i cittadini e le imprese, le cleptocrazie tendono inevitabilmente a generare un sistema economico inefficiente. I cleptocrati comprendono che possono ottenere di più da una grossa fetta di una torta che si riduce, piuttosto che da una piccola fetta di una torta che si espande, perciò prosperano e aumentano in numero quando lo Stato è molto ricco ma in decadenza. Le economie basate sull'estrazione di risorse naturali, ad esempio diamanti e petrolio, sono particolarmente soggette alla cleptocrazia, poiché i cleptocrati semplicemente tassano la rendita ricardiana.
Generalmente, i governi di tipo cleptocratico ignorano i problemi economici e sociali dello Stato interessato, perché principalmente impegnati nella ricerca del benessere e del potere personale e difficilmente hanno possibilità di costruire un sistema repressivo avanzato per timore di subire un colpo di Stato: per questi motivi tali governi sono spesso impotenti di fronte alle crisi sociali più acute e accade quindi che i paesi da essi governati sprofondino nella guerra civile e nel caos civile o che cadano in situazioni di indebitamento pubblico eccezionale.

## In Italia
In Italia il termine è stato utilizzato da Giovanni Spadolini nelle sue vesti di Presidente del Consiglio e di Ministro della Difesa negli anni ottanta: «I repubblicani riaffermano la necessità di scelte politiche commisurate al carattere essenzialmente politico della questione morale. A cominciare da quelle aree del parastato e dell'economia pubblica che debbono essere liberate da tutti gli inquinamenti corruttori della tangentocrazia e della cleptocrazia».
La questione morale aveva assunto questa caratteristica dopo i primi scandali degli anni settanta e poi esplose come problema nazionale alla luce delle inchieste di Mani pulite: "la vicenda di Tangentopoli è in larga misura esemplare, perché ha fatto emergere un elemento patologico della vita politica italiana che era stato coperto appunto dalle ideologie. Fino a vent’anni fa nessuno, neanche tra i cittadini più illuminati, si chiedeva quali fossero le fonti di finanziamento della politica: è divenuto un problema cruciale solo dopo che sono state scoperchiate delle situazioni a dir poco imbarazzanti di corruzione". Nel famoso discorso di Craxi alla Camera, Luciano Violante ha in proposito evidenziato, circa trent'anni dopo, le seguenti considerazioni: “Quanto accade riguarda l’intero sistema politico, non questo o quell’altro partito. E se non si risolverà questo problema prevarranno la disgregazione e l’avventura”. Per Violante questo "puntualmente accaduto. Noi – e mi metto tra coloro che ne furono responsabili – non capimmo questo. Se avessimo avuto l’intelligenza di capire noi che il tema non riguardava solo il Psi o la Dc ma l’intero sistema politico, probabilmente non ci saremmo trovati in questa situazione. Adesso c’è da prendere in mano il sistema politico, appunto".
A fronte di coloro che hanno evidenziato la "frantumazione" della classe dirigente a seguito della reazione giustizialista a Tangentopoli, la questione morale è sempre più frequentemente indicata quale prioritario ambito di intervento dei legislatori nazionali e di quelli comunitari, mediante strumenti prescrittivi che dovrebbero servire ad arginare il fenomeno della corruzione e a migliorare la qualità del servizio reso al cittadino/utente. Per una stabile prevenzione della cleptocrazia, si è però sostenuto che la gravità del fenomeno della corruzione, così come di altri comportamenti contrari all'etica pubblica, non può essere efficacemente contrastata soltanto con l'introduzione di ulteriori prescrizioni e sanzioni: occorrerebbe anche il "consolidamento di un sistema di valori nel quale, la considerazione sociale della funzione, costituisca motivo di gratificazione (...) privo di tale difesa, il dirigente pubblico non soltanto è più esposto a sollecitazioni che, indipendentemente dal fatto che vengano raccolte o respinte, incidono negativamente sul clima generale, ma si presenta più debole nel confronto con altri soggetti il cui punto di vista, in occasione di scelte delle quali è responsabile, può essere diverso, se non addirittura opposto al suo".

## In Russia
Nel vuoto legislativo e ideale apertosi all’indomani del crollo
dell’Urss "la corruzione è diventata lo strumento più appropriato nelle mani dell’ipertrofica burocrazia statale (ancora più estesa e opprimente che in epoca sovietica) e dell’oligarchia al vertice del paese per gestire il potere al di fuori di qualsiasi forma di controllo democratico. Sfruttando, ovviamente, l’atavica passività e il disincantato fatalismo di una popolazione abituata da decenni a occuparsi della sopravvivenza quotidiana e a disinteressarsi delle vicende della cosa pubblica. Il risultato è sotto gli occhi di tutti e in fondo non sorprende nessuno".